# Dimanche, Port-en-Bessin
Dimanche, Port-en-Bessin est une peinture à l'huile sur toile (66 × 82 cm) réalisée en 1888 par le peintre français Georges Seurat. Elle est conservée au musée Kröller-Müller sous le numéro d'inventaire KM 106.269. 
Seurat a peint ce tableau pendant des vacances passées à Port-en-Bessin. Seurat avait l'habitude de se rendre sur la côte, car il pensait qu'il fallait s'éloigner des lieux clos.
Dans cette peinture, la technique des taches a été réduite à une technique de points.
D'autres œuvres dans la même séquence réalisés en 1888 sont : 
- Port-en-Bessin
- Port-en-Bessin, avant-port, marée haute,
- Port-en-Bessin, entrée du port,
- Port-en-Bessin, avant-port, marée basse,
- Port-en-Bessin, le pont et les quais
- Port-en-Bessin, les grues et la percée.